# Lipofectamina
Lipofectamina o lipofectamina 2000 es un reactivo de transfección común, producido y vendido por Invitrogen, utilizado en biología molecular y celular. Se utiliza para aumentar la eficiencia de transfección de ARN (incluidos ARNm y siARN) o ADN plasmídico en  cultivos celulares in vitro mediante lipofección. La lipofectamina contiene subunidades lipídicas que pueden formar liposomas en un entorno acuoso, que atrapan la carga útil de la transfección, p. plásmidos de ADN.
La lipofectamina consiste en una mezcla 3:1 de DOSPA (2,3-dioleoyloxy-N [2(esperminecarboxamido)ethyl]-N,N-dimetil-1-propaniminio trifluoroacetato) y DOPE, que forma un complejo con las moléculas de ácido nucleico cargadas negativamente para permitirles superar la repulsión electrostática de la membrana celular. Las moléculas de lípidos catiónicos de Lipofectamina están formuladas con un co-lípido neutro (lípido auxiliar). Los liposomas que contienen ADN (cargados positivamente en su superficie) pueden fusionarse con la membrana plasmática cargada negativamente de las células vivas, debido a que el colípido neutro media la fusión del liposoma con la membrana celular, permitiendo que las moléculas de carga de ácido nucleico crucen al citoplasma para su replicación o expresión.
Para que una célula exprese un transgén, el ácido nucleico debe llegar al núcleo de la célula para iniciar la transcripción. Sin embargo, es posible que el material genético transfectado no llegue nunca al núcleo, sino que se interrumpa en algún punto del proceso de entrega. En las células que se dividen, el material puede llegar al núcleo al quedar atrapado en la envoltura nuclear que se rearma tras la mitosis. Pero también en las células que no se dividen, la investigación ha demostrado que la lipofectamina mejora la eficacia de la transfección, lo que sugiere que además ayuda a que el material genético transfectado penetre en la envoltura nuclear intacta.
Este método de transfección fue inventado por el Dr. Yongliang Chu. 